# Ostinghausen
Ostinghausen ist ein Ortsteil der Gemeinde Bad Sassendorf im nordrhein-westfälischen Kreis Soest. Der Ort liegt nördlich des Kernortes Bad Sassendorf. Im Ort liegt das Naturschutzgebiet Woeste.

## Sehenswürdigkeiten
In der Liste der Baudenkmäler in Bad Sassendorf sind für Ostinghausen fünf Baudenkmäler aufgeführt:
- die katholische Pfarrkirche St. Christophorus
- der Pastorenhof, ein Fachwerkhaus mit Scheune (Hauptstraße 10 b und 12)
- die Wasserburg Haus Düsse
- das Bauernhaus Ahseweg 18
- ein Bildstock (Schulstraße)